# Слободян Василь Михайлович
Васи́ль Миха́йлович Слободя́н (нар. 28 вересня 1951, м. Львів) — український історик архітектури, краєзнавець, кандидат історичних наук (2006). Лавреат премії імені Дмитра Яворницького (2010).

## Життєпис
Василь Слободян народився 28 вересня 1951 року в місті Львові.
Закінчив Львівський політехнічний інститут (1973). Від 1990 року в Українському регіональному спеціалізованому науково-реставраційному інституті «Укрзахідпроектреставрація»: інженер-конструктор електронних систем; упорядник та головний редактор «Вісника інституту „Укрзахідпроектреставрація“» (1993—2009); керівник видавничого відділу, нині — провідний науковий спеціаліст.

## Доробок
Від 1988 року проводить історичні дослідження, зокрема сакрального будівництва в Україні й на її етнічних землях за кордоном країни.
Автор понад 120 наукових праць із історії архітектури. Опрацював і опублікував біографії українських архітекторів Романа Грицая, Олександра Лушпинського та Василя Нагірного.
Монографії:
- «Церкви українців Румунії» (1994)[9];
- «Холмщина і Підляшшя» (1997, співавтор)[10];
- «Синагоги України» (1998)[11];
- «Жовківщина: історико-архітектурні описи церков» (1998)[12];
- «Церкви України: Перемиська єпархія» (1998)[13];
- «Українські церкви Бродівського району» (2000, співавтор)[14];
- «Церкви Турківського району» (2003)[15];
- «Храми Рогатинщини» (2004)[16];
- «Церкви Холмської єпархії» (2005)[17];
- «100 церков Нагірних» (2 частини, 2013—2015, співавтор)[18];
- «Історія церков села Добряни» (2014)[19];
- «Історія Устя Зеленого та його церков» (2018)[20];
- «Українські дерев'яні церкви в рисунках Антона Вариводи» (2020)[21];
- «Атлас українських історичних міст» (2020, співавтор)[22].

У 2006 році захистив кандидатську дисертацію «Церкви Холмської єпархії XIII—XX ст.» у спеціалізованій вченій раді Львівського національного університету імені Івана Франка.
Був представником України у спільній комісії з включення українських дерев'яних церков до списку Світової спадщини ЮНЕСКО. У складі колективу дослідників розробляв історичну основу для відтворення архітектурно-етнографічного ансамблю Запорізької Січі на Хортиці.